# Yupun Abeykoon
Abeykoon Mudiyansalage Yupun Priyadarshana (ur. 31 grudnia 1994) – lankijski lekkoatleta specjalizujący się w biegach sprinterskich. 
W 2015 wszed w skład sztafety 4 × 100 metrów, która zdobyła brąz na światowych igrzyskach wojska. W 2019 został mistrzem igrzysk Azji Południowej w biegu rozstawnym.
W 2021 reprezentował Sri Lankę na igrzyskach olimpijskich w Tokio.
Złoty medalista mistrzostw Sri Lanki.

## Osiągnięcia
| Rok  | Impreza                             | Miejsce    | Konkurencja             | Lokata     | Wynik |
| ---- | ----------------------------------- | ---------- | ----------------------- | ---------- | ----- |
| 2015 | Światowe wojskowe igrzyska sportowe | Mungyeong  | sztafeta 4 × 100 metrów | 3. miejsce | 39,43 |
| 2019 | Igrzyska Azji Południowej           | Katmandu   | sztafeta 4 × 100 metrów | 1. miejsce | 39,14 |
| 2021 | Igrzyska olimpijskie                | Tokio      | bieg na 100 metrów      | eliminacje | 10,32 |
| 2022 | Mistrzostwa świata                  | Eugene     | bieg na 100 metrów      | eliminacje | 10,19 |
| 2022 | Igrzyska Wspólnoty Narodów          | Birmingham | bieg na 100 metrów      | 3. miejsce | 10,14 |

## Rekordy życiowe
- Bieg na 60 metrów (hala) – 6,59 (2021) – rekord Sri Lanki
- Bieg na 100 metrów – 9,96 (2022) – rekord Sri Lanki
- Bieg na 200 metrów – 20,37 (2022) – rekord Sri Lanki